# Wöllersdorfer Werke

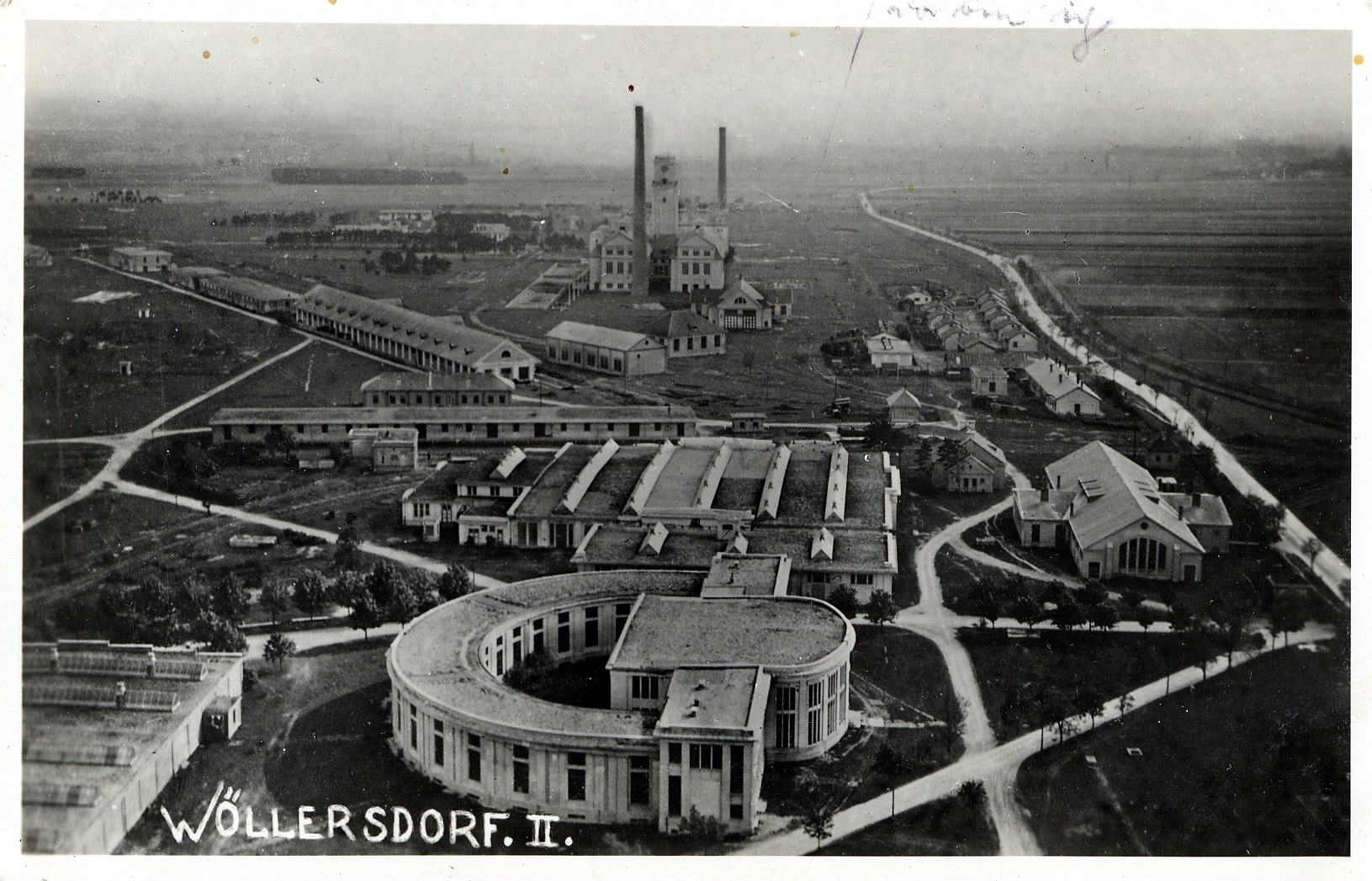
Feuerwerksanstalt zwischen Wöllersdorf und Bad Fischau

Die Wöllersdorfer Werke (historisch: Raketendörfl, Feuerwerksanstalt) sind heute eine Fabrikansiedlung im Bereich von Wiener Neustadt, Bad Fischau und Wöllersdorf. Früher war dort eine große Munitionsfabrik in der Österreichisch-Ungarischen Monarchie.

## Munitionsfabrik

Die Militäranlagen bei Wöllersdorf um 1873 (Aufnahmeblätter der Landesaufnahme)
Wöllersdorf mit dem „Art(illerie) Laboratorium Raketendörfl“ (Mitte oben) und der „K.K.Feuerwerks-Anstalt“ südlich davon
Der „K.K. Artillerie Schiessplatz“ am Steinfeld
Der Schießplatz reichte im Osten bis Siegersdorf

Ab 1815 begann man auf der dünnbesiedelten Heide zwischen Wiener Neustadt und dem nordwestlich gelegenen Wöllersdorf mit der Errichtung von Laboratorien und Einrichtungen für die Pulvererzeugung und -verarbeitung.
Als Besonderheit wurden auch einfache Raketen, ähnlich Feuerwerkskörpern, hergestellt, welche gebündelt von Werfern verschossen wurden.
Die Fabrikationsstätte wurde als Raketendörfl bezeichnet, und das K.K. Feuerwerkskorps zur militärischen Anwendung der neuen Raketenartillerie aufgestellt.
Daraus entstand die noch heute verwendete Ortsbezeichnung Feuerwerksanstalt als Ortsteil der Gemeinde Wöllersdorf. Zur Unterbringung des dort tätigen Personals entstand um 1830 in der Nähe der Fabrikgebäude die Wasserkaserne, die später den Namen Babenberger-Kaserne erhielt.
Zwischen 1860 und 1870 wurden die Raketenbatterien aufgrund ihrer hohen Streuung und geringen Treffgenauigkeit in konventionelle Geschützbatterien umgewandelt.
Ab 1868 begann der stetige Ausbau zur Erzeugung von Artillerie- und Gewehrmunition für die Armee und Kriegsmarine. Die Bezeichnung lautete K.K. Artillerie-Haupt-Laboratorium und ab 1895 K.u.k. Munitionsfabrik Wöllersdorf.

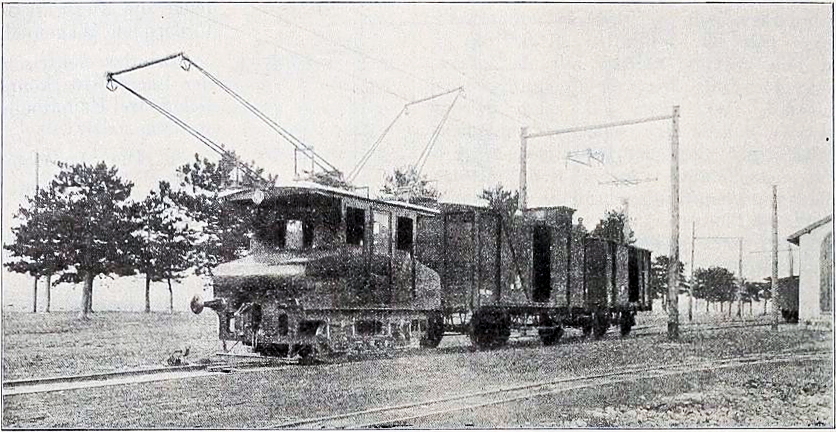
Normalspurige Werksbahn (1902), die erste im Regulärbetrieb geführte elektrische Drehstrom-Hochspannungsbahn Österreichs

Auf dem Werksgelände wurde im Jahr 1902 eine von der Station Feuerwerksanstalt (⊙) der Schneebergbahn ausgehende normalspurige, elektrisch betriebene Werksbahn errichtet, die mit Dreiphasenwechselstrom angetrieben wurde. Die Spannung betrug 3.000 Volt. Das damals neue System wurde von Kálmán Kandó (1869–1931), dem Chefkonstrukteur bei Ganz & Comp. in Budapest entwickelt.
1914 wurde etwas abseits der Bahnstation eine Villenkolonie für die hier beschäftigten Offiziere erbaut. Die Gebäude sind im neoklassizistischen Stil gehalten, von den ursprünglich elf sind noch zehn erhalten. Sie stehen unter Denkmalschutz (Listeneintrag).

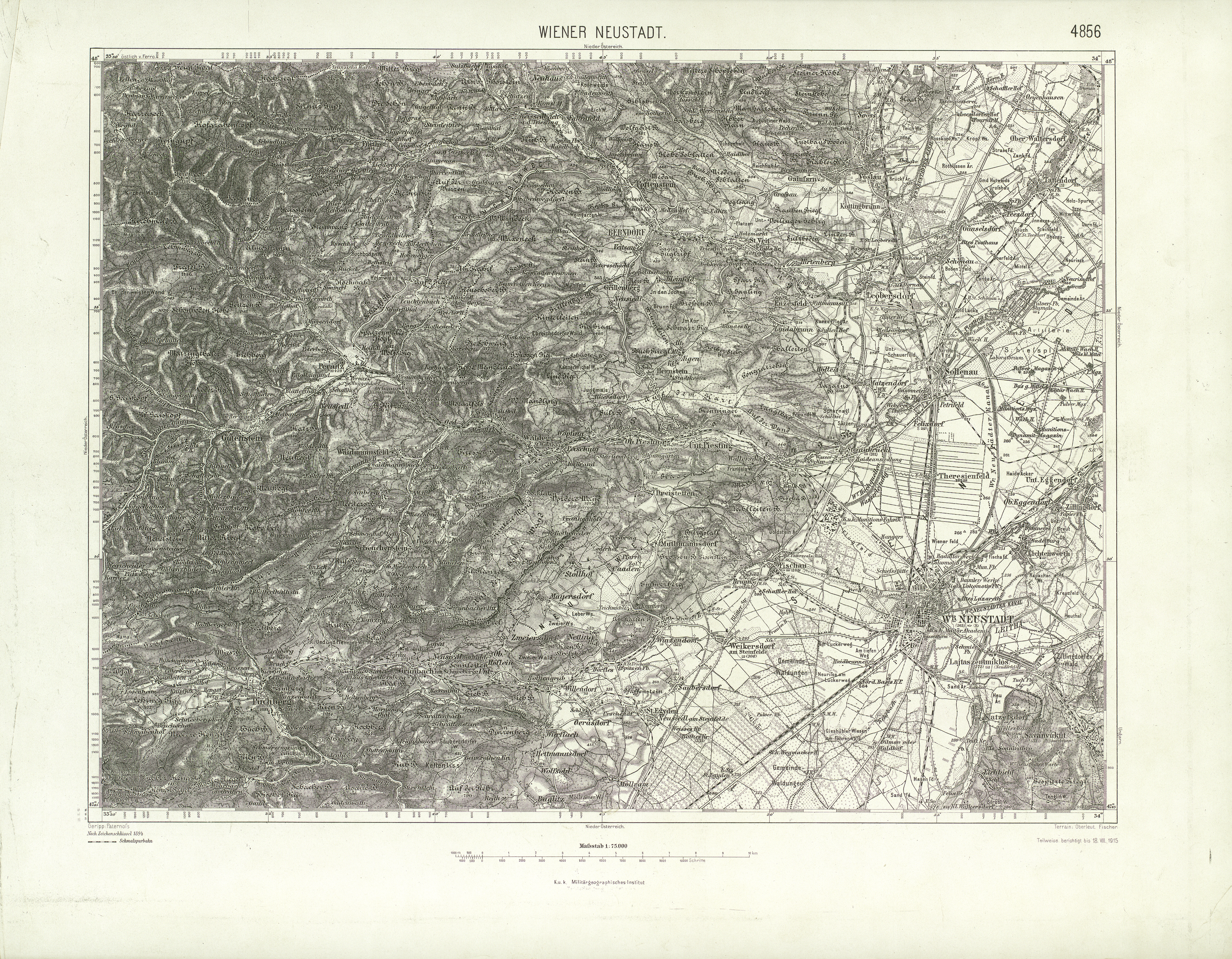
Die Werke (rechts) waren in ein Netz aus Eisenbahnverbindungen eingebunden (Spezialkarte der Landesaufnahme, Stand 1915)

Während der gesamten Dauer des Ersten Weltkrieges war die Wöllersdorfer Feuerwerksanstalt der Mittelpunkt der K.u.k. Rüstungsanlagen in und um Wiener Neustadt, mit weiteren Werken in Berndorf, Hirtenberg, Enzesfeld, Blumau und Theresienfeld. Allein das Wöllersdorfer Werk erstreckte sich über fast 3 km², auf welchen 635 Bauobjekte vorhanden waren. Etwa 40 km Normalspurgleise, über 70 km Schmalspurbahnen und über 26 km Betonstraßen erschlossen die Anlagen. Zum Ende des Ersten Weltkrieges ist eine Länge dieser Militärschleppbahnen von 216 km publiziert. Die Belegschaft stieg von 5.000 im Jahre 1914 auf über 40.000 im Jahr 1918, die je 70 Arbeitsstunden pro Woche zu leisten hatten.
Am 18. September 1918 kam es in der Munitionsfabrik zum Brand in einer Werkhalle, bei dem 423 Menschen ums Leben kamen, zum Großteil Frauen und Mädchen.

## Zwischenkriegszeit
Ab Ende 1918 unter Aufsicht des Alliierten Rates verwaltete der neue Staat Österreich das Areal. Ende 1919 wurden die meisten Anlagen der Wöllersdorfer Munitionsfabrik in die „Staatlichen Industriewerke“ eingegliedert. Die Baulichkeiten standen ab 1922 leer, wurden aber mit der Hoffnung auf Nachnutzung und Besiedelung durch neue Industriebetriebe gewartet und gepflegt. Bis auf die Ansiedelung einiger kleinerer Firmen zerschlugen sich mehrere Großprojekte wegen korrupten, spekulativen Machenschaften der Beteiligten und der einsetzenden Weltwirtschaftskrise. Als Friedensprojekte der Wöllersdorfer Werke sind eine Metallwarenfabrik für landwirtschaftliche Maschinen sowie eine Glashütte (ab April 1922) bekannt.
Als Überbleibsel produzierte etwas weiter nördlich die Hirtenberger Patronenfabrik weiterhin Munition und wurde 1920 durch einen Brand komplett zerstört und 1924 wiederaufgebaut. Daraus entstanden nach einer wechselvollen Geschichte 2004 die Hirtenberger Defence Systems, die Hirtenberger Automotive Systems und die Hirtenberger Präzisionstechnik.
1933 gab die Hirtenberger Patronenfabrik einem innenpolitischen Ereignis großer Tragweite den Namen: die Hirtenberger Waffenaffäre, ein groß angelegter Schmuggel von italienischen Waffen über Österreich nach Ungarn. Es ging um 40 Waggons mit 84.000 Gewehren und 980 Maschinengewehren, die auf dem Fabriksgelände zwischengelagert waren und mit denen das ungarische Horthy-Regime und die österreichische Heimwehr aufgerüstet werden sollten. Der damalige Besitzer der Patronenfabrik Fritz Mandl war ein enger Freund von Heimwehrführer Ernst Rüdiger Starhemberg.

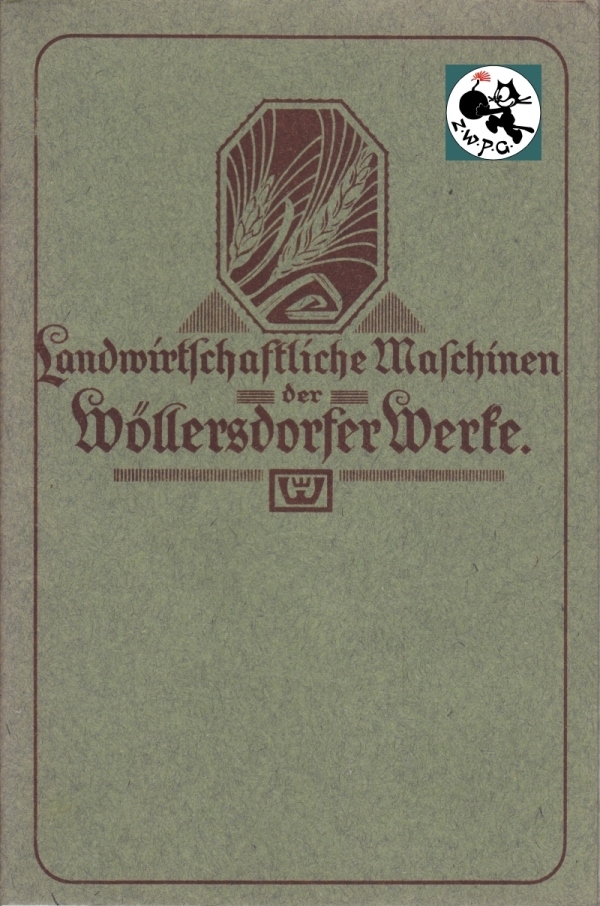
Produktkatalog Landwirtschaftliche Maschinen (Deckblatt), ca. 1920

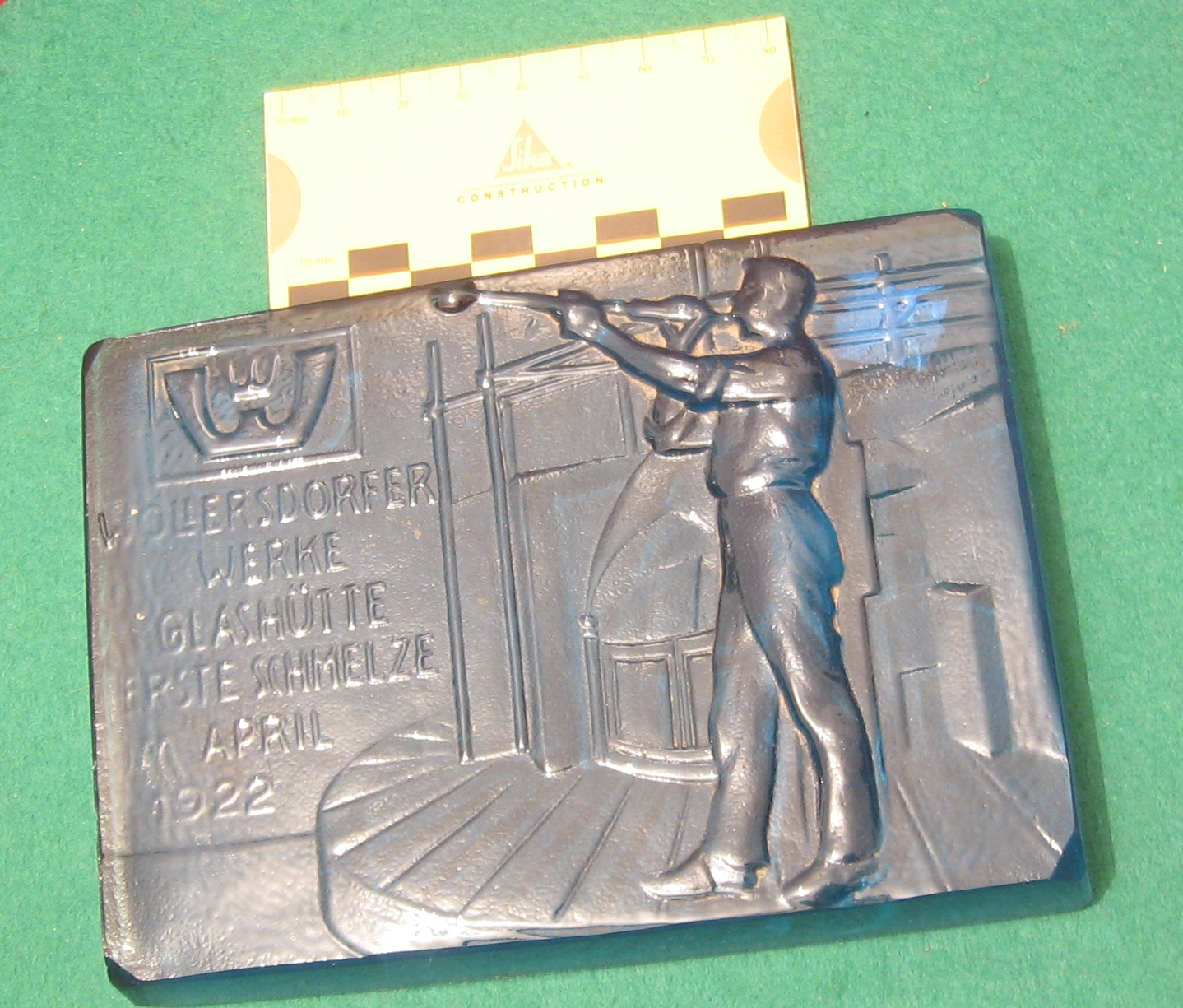
Glasbarren, April 1922

## Anhaltelager des Österreichischen Ständestaates
Ab Oktober 1933 richtete die Regierung des Ständestaates (Austrofaschismus) in einigen Hallen des Werkes ein Anhaltelager nach englischem Vorbild der Internierungslager für Regimekritiker und Exponenten der verbotenen Parteien NSDAP und KPÖ ab 1933 und ab 1934 der Sozialdemokratischen Partei ein (ein anderes Anhaltelager befand sich in Kaisersteinbruch).
Im Oktober 1933 wurden die ersten Häftlinge – neun Nationalsozialisten und ein Kommunist – nach Wöllersdorf gebracht. Ab Februar 1934 wurden hunderte Schutzbündler und sozialdemokratische Funktionäre in den Tagen nach der blutigen Niederwerfung des Februaraufstandes nach Wöllersdorf deportiert.

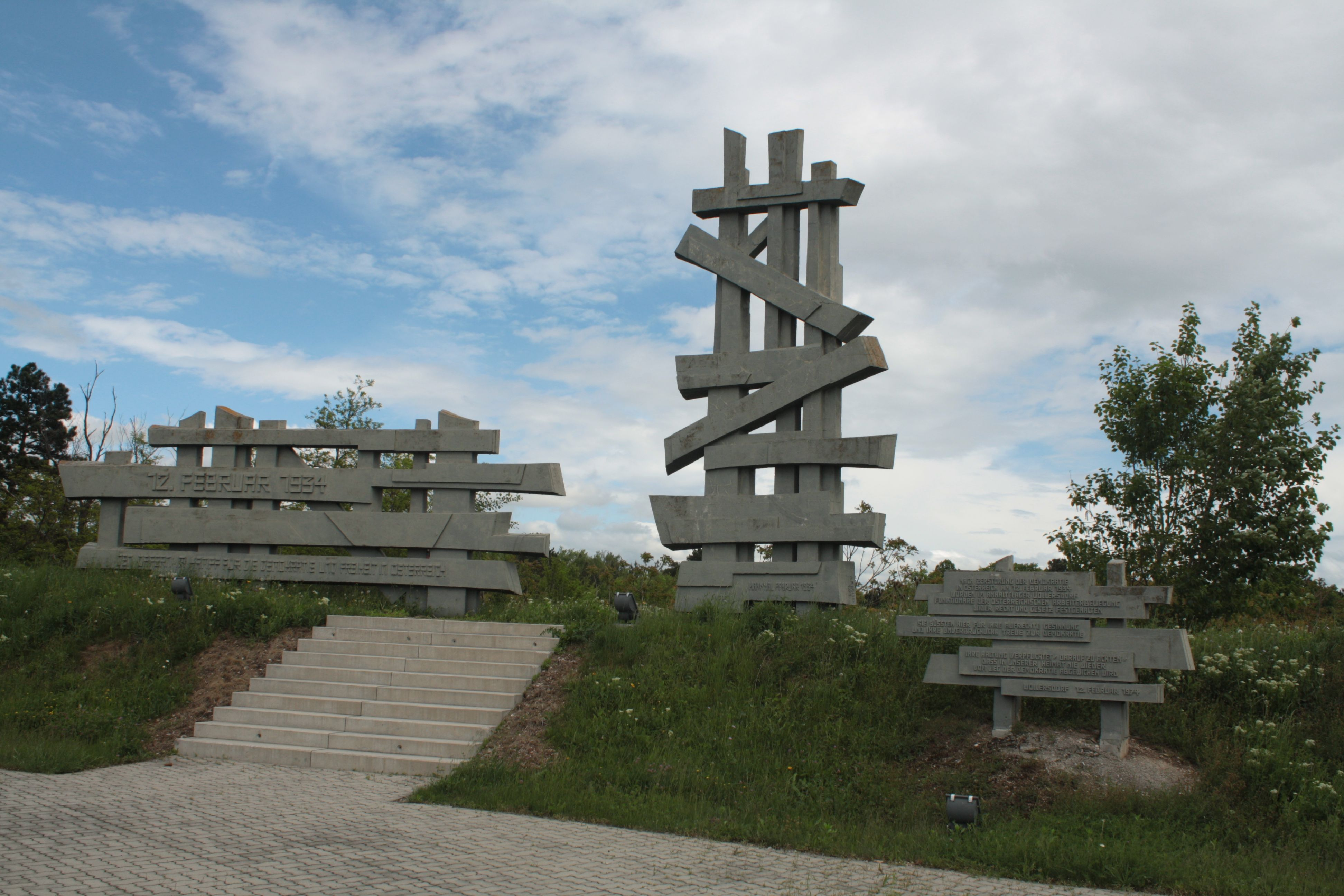
Mahnmal auf dem Gelände des ehemaligen Anhaltelagers Wöllersdorf (enthüllt 1974)

Am 1. Mai 1934 befanden sich 831 politische Gefangene im Lager – 508 Sozialdemokraten und Kommunisten sowie 323 Nationalsozialisten. Nach dem Juliputsch vom Juli 1934 füllte sich das Anhaltelager Wöllersdorf wiederum mit tausenden Neuankömmlingen; im Oktober 1934 war mit knapp 5.000 Personen der Höchststand erreicht (davon 4256 Nationalsozialisten, 538 Sozialdemokraten und Kommunisten).
Durch die Amnestie des Jahres 1936 verringerte sich die Zahl der Inhaftierten auf rund 500 Personen. Kurz vor Schließung waren noch 114 Personen in Wöllersdorf (darunter 45 Nationalsozialisten, 11 Sozialdemokraten und 58 Kommunisten). Nach der Unterredung des Bundeskanzlers Kurt Schuschnigg mit Adolf Hitler im Februar 1938 wurde das Lager schließlich aufgelöst.
Im März 1938 fanden die Baracken allerdings noch einmal für die vorübergehende Inhaftierung von Funktionären des Ständestaates Verwendung. Bereits am 2. April 1938 wurde das Lager Wöllersdorf geschlossen und die Baracken niedergebrannt. Die verbliebenen österreichischen Gefangenen verlegte man in das KZ Dachau.

## Zweiter Weltkrieg
Zum Zeitpunkt des Anschlusses an das Deutsche Reich am 12. März 1938 waren die Gebäude noch fast zur Gänze vorhanden und wie fast die gesamte Infrastruktur in einem tadellosen Zustand – so dass sich das Gelände als idealer Standort als Luftpark für den nahegelegenen Fliegerhorst Wiener Neustadt anbot.
So wurde nach Beschluss des Reichsluftfahrtministeriums im Sommer 1938 mit der Adaptierung der Anlagen zum Luftpark XVII Wiener Neustadt – Wöllersdorf begonnen.
Die Anlagen wurden bei einem großen Bombenangriff der amerikanischen Luftwaffe am 29. Mai 1944 großteils zerstört, die Reste in der letzten Märzwoche 1945 gesprengt und während der darauffolgenden Kampfhandlungen mit der Roten Armee zerstört.

## Nachkriegszeit

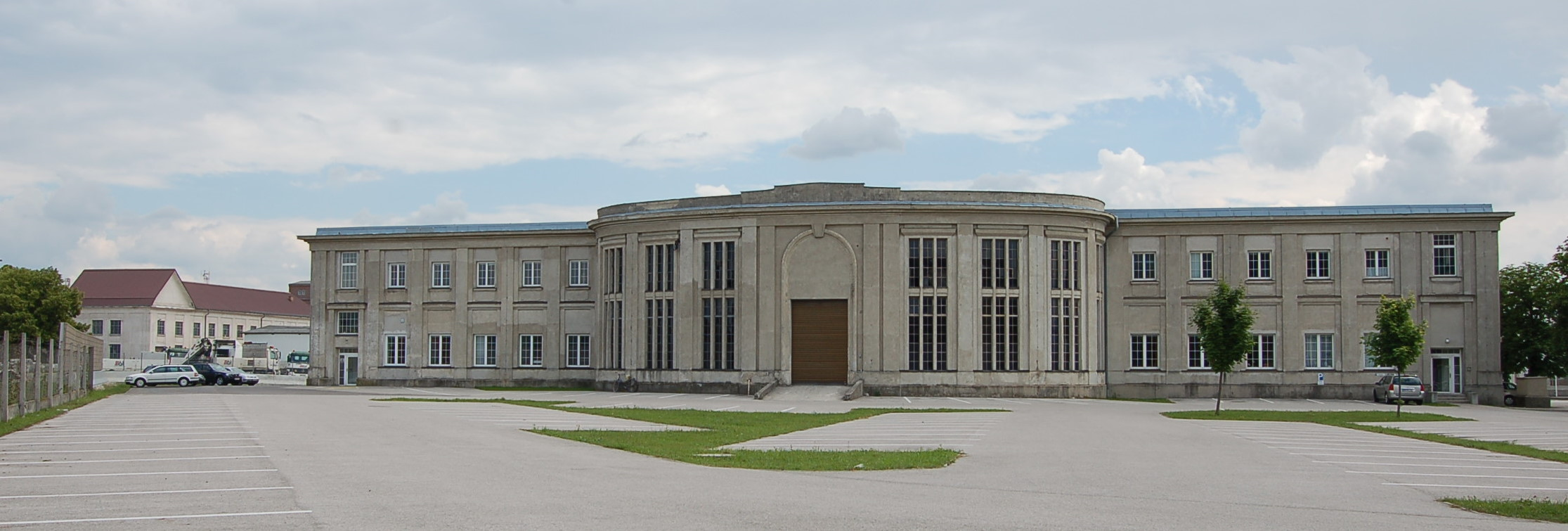
Schalthaus des Kraftwerks – heute Bürogebäude der Firma MABA

Das große Trümmerfeld hatte auch für die sowjetische Besatzungsmacht keine Bedeutung, alles noch Brauchbare wurde als Baumaterial wiederverwertet. Größere Baufragmente sowie etliche funktionslos gewordene Schlote wurden in den späten 1940er Jahren gesprengt. Am westlichen Teil des Geländes wurden einige Unternehmen angesiedelt und als eines der wenigen erhalten gebliebenen Gebäude wurde das ehemalige Schalthaus des Kraftwerkes renoviert und dient bereits seit 1925 der Betonfertigteilfirma MABA als Bürogebäude. 1916 vom Architekten Ludwig Müller – einem Schüler Otto Wagners – errichtet, gilt es heute als eines der letzten eindrucksvollen Beispiele damaliger Industriearchitektur. Ein weiterer Teil des Areals in der Nähe der heutigen Autobahnabfahrt Wöllersdorf wurde mit Siedlungshäusern bebaut.
Im Ostteil, Richtung Flugplatz Wiener Neustadt-West, befinden sich seit 1992 innerhalb eines kleinen Föhrenwaldes die modernen Kasernen- und Trainingsanlagen der österreichischen Antiterror-Einheit Einsatzkommando Cobra.
Das übrige, dazwischenliegende Gelände ist von Gestrüpp bewachsenes, von Schützengräben, Granat- und Bombentrichtern zerfurchtes Ödland. Teilweise sind auch noch die überwachsenen Grundmauern von Gebäuden zu sehen. An einigen Stellen wird Schotter abgebaut.
Nordöstlich von Wiener Neustadt zeugt noch die gut erhaltene Ruine des Pulverturms von den sich ehemals weit ausbreitenden Produktionsstätten.
Unter anderem im Beisein von Bruno Kreisky, Anton Benya, Rosa Jochmann, Rudolfine Muhr und Otto Probst wurde am 10. Februar 1974 im Hinblick auf den 40. Jahrestag des Februaraufstandes ein Mahnmal zum Gedenken an die im Anhaltelager Inhaftierten enthüllt.